# Залесье (Сморгонский район)
Зале́сье (бел. Зале́ссе, пол. Zalesie) — агрогородок в Сморгонском районе Гродненской области Белоруссии. Административный центр Залесского сельсовета. 
Известен усадьбой, в которой в 1802—1822 годах жил композитор и политик Михаил Огинский.

## География
Расположен в 12 километрах на юго-восток от Сморгони, рядом с одноимённой железнодорожной станцией на линии Молодечно — Вильнюс, в 90 километрах на северо-запад от Минска. Площадь занимаемой территории составляет 1,9217 км², протяжённость границ 16500 м. 

## История
Залесье отмечено на карте Шуберта (середина XIX века) как имение (господский двор) в составе Беницкой волости Ошмянского уезда Виленской губернии. В 1865 году значилось как фольварк в сельском округе Засковичи и насчитывало 4 двора, 21 жителя православного вероисповедания и 29 католического, православную церковь, католическую часовню парафии Сморгонской, мельницу, винокурню и оранжерею. Стародавнее владение Огинских.
В 1920 г. библиотека М. К. Огинского из дворца в Залесье, которая состояла главным образом из книг на французском языке, была передана Центральной государственной библиотеке в Ковно.
После Советско-польской войны, завершившейся Рижским договором, в 1921 году Западная Белоруссия отошла к Польской Республике и Залесье было включено в состав новообразованной сельской гмины Беница Молодечненского повета Виленского воеводства.
В 1938 году именовалось как Залесье Сморгонское, состояло из фольварка, колонии и пристанционной колонии, насчитывавших: 2 дыма (двора) и 24 души, 21 дым и 134 души, 18 дымов и 138 душ соответственно.
В 1939 году, согласно секретному протоколу, заключённому между СССР и Германией, Западная Белоруссия оказалась в сфере интересов советского государства и её территорию заняли войска Красной армии. Залесье вошло в состав новообразованного Сморгонского района Вилейской области БССР. После реорганизации административного-территориального деления БССР Залесье было включено в состав новой Молодечненской области в 1944 году. В 1960 году, ввиду новой организации административно-территориального деления и упразднения Молодечненской области, Залесье вошло в состав Гродненской области.
В 2004 году 411 дворов, 1030 жителей.

## Значение
По своей значимости это местечко может сравниться с «Ясной Поляной» Толстого, «Михайловским» Пушкина или «Карабихой» Некрасова. В Залесье были написаны великолепные мелодии, в том числе, по одной из версий, знаменитый полонез Михаила Клеофаса Огинского «Прощание с Родиной»; Огинский построил здесь усадьбу и заложил прекрасный парк.
Осип Антонович Козловский, учитель музыки у Михаила Клеофаса Огинского, написал мелодраму «Жнеи, или Дожинки в Залесье» (1821, музыка последней пока не найдена). Поэт Александр Ходзько в 16-летнем возрасте, вдохновившись красотой имения Залесье, в течение нескольких часов написал поэму «Залесье» (1822). Историк и архивист Леонард Ходзько запечатлел Залесье в литографии (1822).

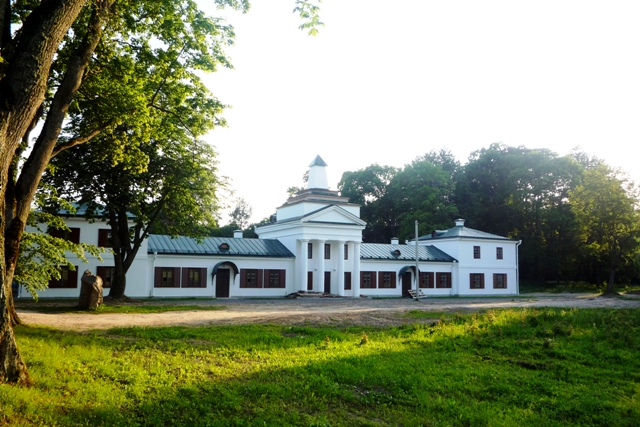
Фасад дворца после реставрации

В 80-е годы XX века усадьбой владеет «Сморгоньсиликатобетон». На месте усадьбы собирались построить санаторий-профилакторий, однако планы не были реализованы. Санаторий построили неподалёку (на 2009 год — стоит заброшенный), а в усадьбе провели минимальные работы по консервации: укрепили фундамент, крышу, заштукатурили стены — временно, до лучших времен — и передали на баланс Министерства культуры.
В 2011 году была начата капитальная реставрация усадьбы, дворец Огинских после реставрации был торжественно открыт 26 сентября 2014 года. В 2015 году ведутся работы в парковом комплексе и хозяйственных постройках. Окончательно работы в усадебном комплексе планируется завершить к 25 сентября 2015 года, 250-летней годовщине со дня рождения Михаила Огинского. После реставрации в усадьбе разместится музейно-культурный центр.

## Население
| 1865 | 1938 | 1999 | 2004 | 2009 |
| ---- | ---- | ---- | ---- | ---- |
| 50   | 296  | 1064 | 1030 | 958  |

## Транспорт
В агрогородке находится станция Залесье Молодечненско-Гудогайского участка Минского отделения Белорусской железной дороги.
Через Залесье проходит маршрут рейсового автобуса Сморгонь — Молодечно.
Вдоль северо-восточной границы агрогородка проходит автодорога республиканского значения Р106 Сморгонь — Молодечно. Также Залесье связано дорогами местного значения:
- Н6138 с Понизьем;
- Н7823 с Михневичами;
- Н7920 с Амелино;

## Культура
- Государственное историко-культурное учреждение «Музей-усадьба Михаила Клеофаса Огинского»[10].

Экспозиция музея-усадьбы М. К. Огинского представлена 13-ю залами (Зал «Музыка Огинского», «Каминный зал», «Оранжерея. Временные выставки», «Оранжерея. Кофейня» и др.). В музее-усадьбе проводятся научные исследования по темам: «Потомки М. К. Огинского», «Традиции воспитания в семье Огинских», «Северные Афины — центр культуры», «Огинский — политик и государственный деятель», «Архитектурное наследие рода князей Огинских», «Меценат Михал Клеофас Огинский» и др. В музее была проведена международная научно-практическая конференция «М. К. Огинский в культуре трёх народов». Музей-усадьба Огинского активно участвует в областных и республиканских семинарах, посвящённых теме наследия известного композитора.
- Музей ГУО «Залесская средняя школа Сморгонского района»

## События и мероприятия
- Международная научно-практическая конференция «М. К. Огинский в культуре трёх народов»

## Достопримечательность
- Усадьба Огинских
- Памятный знак К. Огинскому (скульптор Р. Б. Груша)